# Вольфґанґ Ґункель
Вольфґанґ Ґункель (нім. Wolfgang Gunkel, 15 січня 1948 — 20 травня 2020) — німецький академічний веслувальник.
Олімпійський чемпіон 1972 року в складі розпашної двійки зі стерновим, учасник 1968 року.
Чемпіон світу 1975 (розпашні двійки зі стерновим), 1977 (вісімки) років, срібний призер 1974 року в складі розпашної двійки зі стерновим.
Чемпіон Європи 1971 року в складі розпашної двійки зі стерновим, срібний призер 1973 року в складі розпашної двійки зі стерновим.